# ヤスデ
ヤスデ（馬陸）は、多足亜門ヤスデ綱（学名：Diplopoda）に属する節足動物の総称。細く、短い多数の歩脚がある。ムカデと似るが、生殖口の位置や発生の様式、体節あたりの歩脚の数など様々な点で異なる。ムカデが肉食性であるのに対し、ヤスデは腐植食性で毒のある顎を持たない。英名のMillipedeはラテン語の千(milli)脚(ped)に由来する。現存する陸上生活史を持つ節足動物では最も早く陸上に進出している。

## 形態

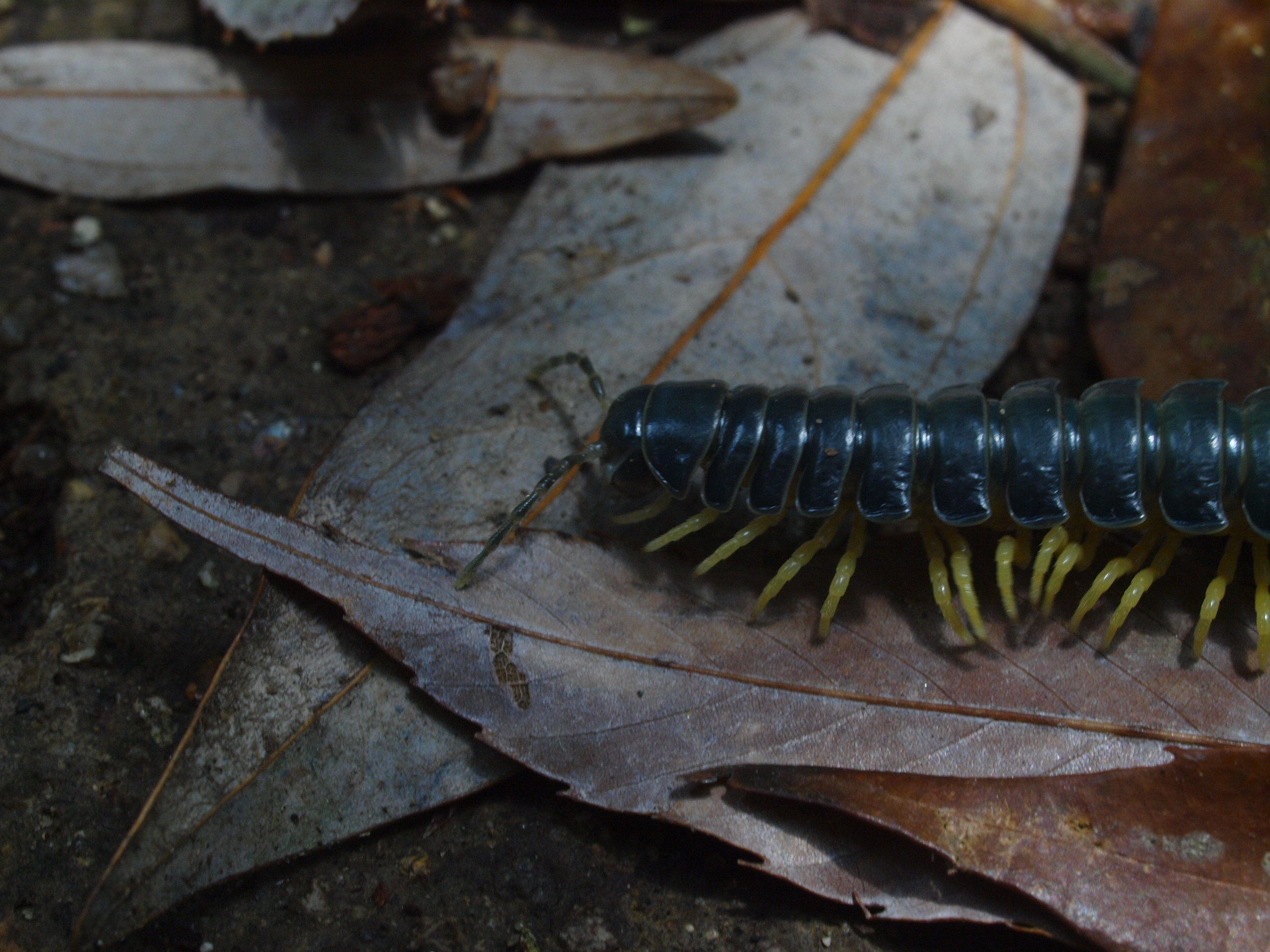
アマビコヤスデ属の一種。後方の節から1節に2対ずつ脚が出ているのが分かる（広島県・厳島にて）。

体は数十個の節に分かれている。脚は最初の胴節には無く、2-4胴節には1節に1対ずつ、それより後ろの胴節は1節に2対ずつある。そのため、倍脚類とも言われる。また、頭には8節からなる1対の小さい触角があり、目は種類により（分類とはあまり関連無く）有無や数がまちまちである。
一部を除き、固い外骨格を持ち細長い体をしている。腹面はやや平らだが、背面は大きく盛り上がって断面がほぼ円形になるヒメヤスデ目やマルヤスデ目のようなものから、扁平なオビヤスデ目やヒラタヤスデ目のようなものまで様々である。
フサヤスデ類は他のヤスデほど細長くはなく、体が軟らかくて背面や尾部に剛毛の束を持つため、一見カツオブシムシの幼虫のように見える。
日本最大種はヤエヤママルヤスデで7cmほどになる。世界最大種はアフリカオオヤスデやタンザニアオオヤスデといったアフリカ産の大型種で最大30cmにもなる。
一つの体節に二組四本の脚を持つため、足の多い動物として知られるムカデ（体節当たり一組二本）よりもさらに脚の数が多い傾向にある。
非常に脚の数が多い動物であることから英語では「千本の脚」を意味するラテン語に由来し、millipedeと呼ばれる。ヤスデは成長して脱皮するとともに体節の数が増えていくことから、足の本数は固定的なものではなく一生のうちに増加していくことになる。
2021年にオーストラリアで新種として記載されたEumillipes persephoneのある個体では1306本の脚が確認され、既知の動物の中で最多の脚を持つ例となった。この発見以前に知られていた最多の脚を持つ動物もまたヤスデの一種で、Illacme plenipes（en）という種で750本の脚を持つ標本が知られていた。

## 生態
土壌動物でムカデに比べて動きは遅く食性も植物遺体が主である。オビババヤスデなどは鉱質土壌の中の有機物を栄養源としている。ただし、洞窟性の種ではコウモリの糞や死骸を食べることがある。体表の毒腺から液体や気体の刺激物を分泌する種が多い。刺激を受けると体を丸めるものが多い。通常は渦巻状にまとまって円盤となるが、タマヤスデ目やネッタイタマヤスデ目は球形になる。

## 人間の生活との関わり

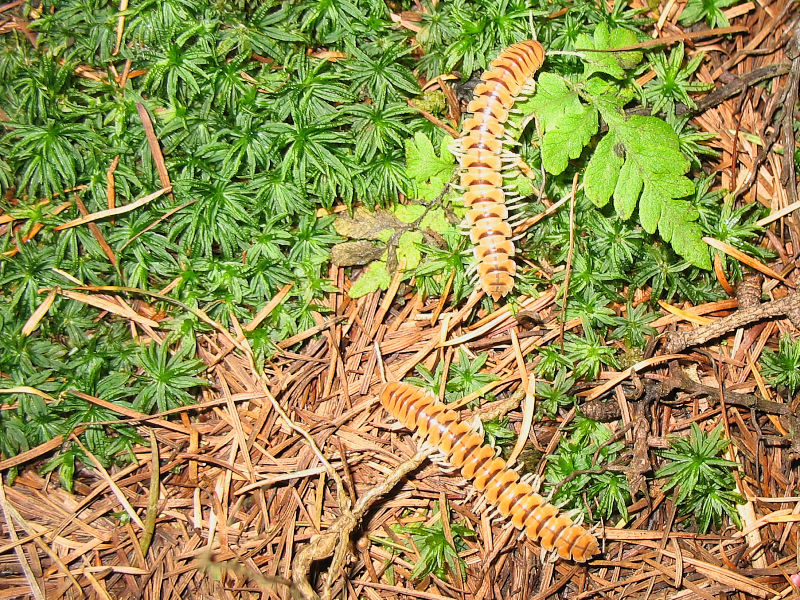
2008年に長野県で発生したオビババヤスデ

一般にはヤスデは害虫と見なされているが、冤罪的な要素も多く、典型的な不快害虫である。見た目が不快なことや、踏むと異臭を発すること、寒冷地の森林で周期的に大量発生するオビババヤスデ Parafontaria laminata（キシャヤスデ Parafontaria laminata armigera は現在、オビババヤスデのシノニムとして扱われることがある）などの群れが鉄道の線路上に這い出して列車の車輪で踏み潰されると、その体液により列車がスリップするという実害が生じる事例がある。1976年（昭和51年）秋、小海線沿線、八ヶ岳、美ヶ原、霧ヶ峰、松本市周辺などで大量発生し、列車が運休した、レール上1mあたり130〜170匹のオビババヤスデが確認されたこともある。
密封すると自らの臭液で死ぬ場合もある。その臭液は主に危険を感じた際に敵への威嚇として体外へ放出する。外敵に襲われた際は、ムカデと異なり積極的に顎で咬むことは無く、身体を丸めて自己防衛する。ほとんどの種では、触れるだけで実害が出ることはない。
住宅やその周辺で発生するヤスデは一部の種のみであり、多くのヤスデは森林で生活している。幼虫は主に森林の土中生活者で土壌耕耘作用があるとされ、成虫も落葉分解に寄与しているとされる。このように、土壌形成上一定の役割を果たしているものと考えられており、食性と生態から自然界の分解者という要素が強い。
ほとんどの種は経済上直接に利用されることはない。ペット（広義）として熱帯産のマルヤスデ目やネッタイタマヤスデ目の一部の大型種がメガボールなどと称して市販されることがある。ネッタイタマヤスデ目は飼育下での繁殖が難しく、市場に出回る個体はほぼすべて野生個体である。その一方、タマヤスデ目の繁殖は非常に容易である。
不快害虫の忌避剤、農薬に防除効果を謳われるものがある。

## 下位分類
フサヤスデ目のみで構成されるフサヤスデ亜綱（触顎類）Penicillataと、ヤスデ亜綱（唇顎類）Chilognathaの2群に分かれる。唇顎類にはタマヤスデ下綱Pentazoniaとヤスデ下綱Helminthomorphaの2群があり、ほとんどのヤスデ類はヤスデ下綱に分類される。従来は唇顎類の下綱がそれぞれ亜綱となり3亜綱に分類され、このヤスデ亜綱Helminthomorphaの下位にジヤスデ下綱Colobognathaとヒメヤスデ下綱Eugnathaが置かれていたが、Helminthomorphaを下綱とする場合はこれらの2群も階級を下げて準綱（subterclass）となる。
絶滅目としては、石炭紀に生息した最大の節足動物として知られるコダイオオヤスデ目Arthropleuridaなどがある。

### フサヤスデ目 Polyxenida
- フサヤスデ科 Polyxenidae
  - ハイイロフサヤスデ イソフサヤスデ ウスアカフサヤスデ シノハラフサヤスデ
- リュウキュウフサヤスデ科 Lophoproctidae
  - リュウキュウフサヤスデ

### タマヤスデ目 Glomerida
- タマヤスデ科 Glomeridae
  - ヤマトタマヤスデ

### ネッタイタマヤスデ目 Sphaerotherida
- ネッタイタマヤスデ科 Sphaerotheriidae
- オオタマヤスデ科 Sphaeropoeidae

### ツムギヤスデ目 Chordeumatida
- ミコシヤスデ科 Diplomaragnidae
  - ミコシヤスデ エゾミコシヤスデ クロイワヤスデ フトケヤスデ
- ヤリヤスデ科 Conotylidae
  - ヤリヤスデ タカネヤリヤスデ
- オオトゲヤスデ科 Macrochaeteumatidae
  - オオトゲヤスデ
- クラサワトゲヤスデ科 Niponiosomatidae
  - クラサワトゲヤスデ
- ホラケヤスデ科 Speophilosomatidae
  - ホラケヤスデ
- ヒメケヤスデ科 Metopidiotrichidae
  - ヒメケヤスデ
- シロケヤスデ科 Hoffmaneumatidae
  - シロケヤスデ

### ジヤスデ目 Polyzoniida
- ジヤスデ科 Siphonotidae
  - ボウニンジヤスデ
- イトヤスデ科 Hirudisomatidae
  - ツクシヤスデ イトヤスデ

### ヒラタヤスデ目 Platydesmida
- ヒラタヤスデ科 Andrognathidae
  - ヒラタヤスデ アカヒラタヤスデ タマモヒラタヤスデ ベニヒラタヤスデ ヤマシナヒラタヤスデ

### オビヤスデ目 Polydesmida
- ババヤスデ科 Xystodesmidae
  - エゾヤマンバヤスデ シモツケババヤスデ アカババヤスデ トラフババヤスデ オビババヤスデ ミドリババヤスデ ヤットコアマビコヤスデ アマビコヤスデ コバアマビコヤスデ ポコックヤエタケヤスデ トリデヤスデ タカクワヤスデ
- エリヤスデ科 Haplodesmidae
  - タメトモヤスデ ウチカケヤスデ ヒラオヤスデ ヒメヨロイヤスデ キレコミヤスデ
- ヤケヤスデ科 Paradoxosomatidae
  - ヤケヤスデ マサキヤケヤスデ ミイツヤスデ ヤマトアカヤスデ リュウキュウヤケヤスデ ヤンバルトサカヤスデ ヤケヤスデ トサカヤケヤスデ モリヤスデ ホルストネジアシヤスデ アカヤスデ キベリヤケヤスデ
- ハガヤスデ科 Pyrgodesmidae
  - ツノハガヤスデ ハガヤスデ イヨハガヤスデ オウギヤスデ コブヤスデ
- オビヤスデ科 Polydesmidae
  - ノコギリヤスデ ツノノコギリヤスデ フモトオビヤスデ ムシロオビヤスデ ヒガシオビヤスデ フジオビヤスデ ニホンモトオビヤスデ
- シロハダヤスデ科 Cryptodesmidae
  - マクラギヤスデ ケナガシロハダヤスデ ノコバシロハダヤスデ シロハダヤスデ ヤクシロハダヤスデ トサシロハダヤスデ
- ヒメオビヤスデ科 Opisotretidae
  - リュウキュウヒメオビヤスデ

### ギボウシヤスデ目 Siphonophorida
- ギボウシヤスデ科 Siphonophoridae
  - パラオギボウシヤスデ

### ヒメヤスデ目 Julida
- ヒメヤスデ科 Julidae
  - ツメフジヤスデ トガリフジヤスデ ミホトケフジヤスデ ヘルヘフフジヤスデ フジヤスデ フジヤスデモドキ
- ホタルヤスデ科 Mongoliulidae
  - ホタルヤスデ イカホヒメヤスデ ホタルヒメヤスデ センブツヤスデ ウエノヤスデ リュウガヤスデ オオセリュウガヤスデ トリイリュウガヤスデ ダイセツホタルヤスデ[11]
- カザアナヤスデ科 Nemasomatidae
  - カザアナヤスデ ガモウタテウネホラヤスデ イチハシヤスデ ネンジュヤスデ
- ヒロウミヤスデ科 Okeanobatidae
  - ヒロウミヤスデ ヨシダヒメヤスデ
- クロヒメヤスデ科 Parajulidae
  - クロヒメヤスデ
- エゾヒメヤスデ科 Pseudonemasomatidae
  - エゾヒメヤスデ

### クダヤスデ目 Siphoniulida
- クダヤスデ科 Siphoniulidae

### マルヤスデ目 Spirobolida
- ミナミヤスデ科 Trigoniulidae
  - ミナミヤスデ サダエミナミヤスデ
- マガイカグヤヤスデ科 Pseudospirobolellidae
  - マガイカグヤヤスデ
- カグヤヤスデ科 Spirobolellidae
  - タカクワカグヤヤスデ
- マルヤスデ科 Spirobolidae
  - ヤエヤママルヤスデ

### ヒキツリヤスデ目 Spirostrepsida
- ヒゲヤスデ科 Cambalidae
  - ヒゲヤスデ
- ヒモヤスデ科 Cambalopsidae
  - ヒモヤスデ クメジマヒモヤスデ リュウキュウヤハズヤスデ